# Ariadna Romero
Ariadna Romero (nacida el 19 de septiembre de 1986 en Fomento) es una modelo y actriz cubana naturalizada italiana.

## Biografía
Romero comenzó su trayectoria artística como modelo en 2009 cuando un buscador de talentos, durante su primera sesión de fotos en Cuba con una compañía italiana, le pidió que se mudara a Italia donde vive entre Milán y Turín. Ella en 2011 debutó como actriz convirtiéndose en la protagonista femenina del largometraje de Leonardo Pieraccioni Finalmente la felicidad. Romero en el invierno de 2012 participó (con Bobo Vieri, Alex Belli, Andrés Gil, Anna Tatangelo, Ria Antoniou y otros concursantes) en la octava temporada del programa de talentos italiano Ballando con le Stelle presentado en Rai 1 por Milly Carlucci con Paolo Belli y su Big Band. Romero en el otoño de 2013 participó, con Francesca Fioretti, en la segunda temporada de Pechino Express, la versión italiana (emitida en Rai 2 y conducida por Costantino della Gherardesca) del reality show internacional Pekín expreso, y en ese juego de realidad la pareja Romero-Fioretti obtuvo buenas críticas de la prensa y el segundo lugar en el episodio final.
En el otoño de 2014 participó como corista, con otros vip, en La papera non fa l'eco, un programa de variedades presentado en Rai 2 por Max Giusti. Romero en 2015 participó, con Fabio Tavelli, en Studio EuroBasket, un programa transmitido por Sky Sport Italia, canal de Sky Italia de Rupert Murdoch. Durante su carrera a lo largo de los años, Romero participó como modelo en muchas campañas publicitarias. Romero ganó el premio italiano Premio Eilat Diamonds (Premio Diamantes de Eilat) en julio de 2016 «per i suoi successi professionali e per il perfetto connubio tra bellezza e talento»  («por sus logros profesionales y la combinación perfecta de belleza y talento»). En el mismo año (2016) ella fue la protagonista femenina en el largometraje de Roberto Capucci Ovunque tu sarai. Romero en 2017 obtuvo el rol de Nora Segni en The Broken Key, una película independiente italiana en idioma inglés escrita y dirigida por Louis Nero. Con los años Romero se ha convertida en una influencer.
Romero en el invierno de 2019 participó (con Youma Diakite, Jeremías Rodríguez, Riccardo Fogli, Abdelkader Ghezzal, Marco Maddaloni y otros concursantes) en la temporada 14 de L'isola dei famosi, la versión italiana (conducida por Alessia Marcuzzi y Alvin en Canale 5) de Celebrity Survivor, un reality show internacional. Romero participó, como showgirl, en la primera temporada (junio de 2019) y en la segunda temporada (enero de 2020) de All Together Now, un concurso musical de telerrealidad emitido por Canale 5 y conducido por Michelle Hunziker como presentadora con J-Ax como capitán. Romero en 2019 también fue estrella invitada en dos programas de variedad y comedia de Rai 2, precisamente en Made in Sud, conducido por Fatima Trotta, y en Stasera tutto è possibile, conducido por Stefano De Martino.

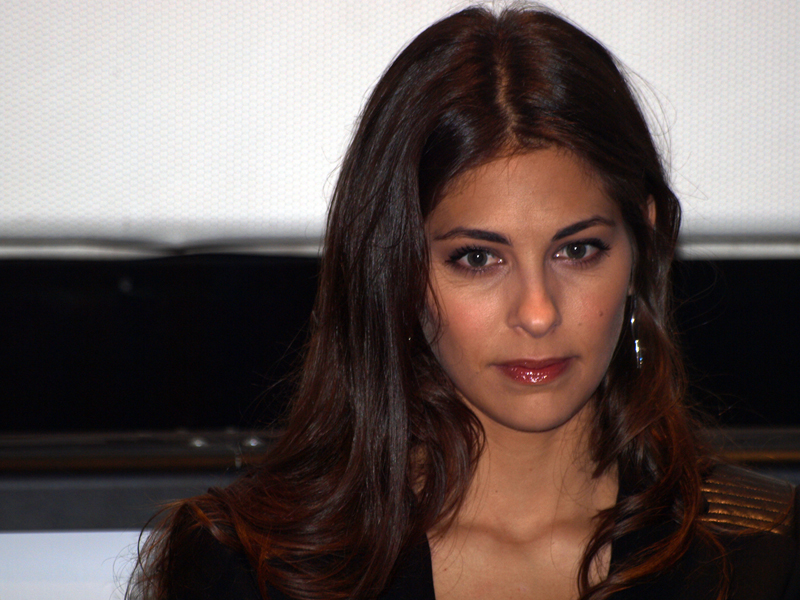
Ariadna Romero (diciembre de 2011)

## Vida personal
Romero se casó con el jugador de baloncesto italiano Lorenzo Gergati en una ceremonia civil en Varese el 20 de diciembre de 2012; la ceremonia católica se celebró el 7 de julio de 2013 en Cuba. Este matrimonio terminó en 2015, cuando Romero conoció al modelo (y velino de Striscia la notizia) Pierpaolo Petrelli. Ellos tienen un hijo juntos llamado Leonardo Petrelli que nació a Roma el 18 de julio de 2017, pero la relación los padres de Lorenzo terminaron en abril de 2018.
En 2023 inició una relación sentimental con el cantante español Julio Iglesias Jr., hijo del afamado intérprete Julio Iglesias y la socialité hispanofilipina Isabel Preysler

## Carrera profesional

### Filmografía

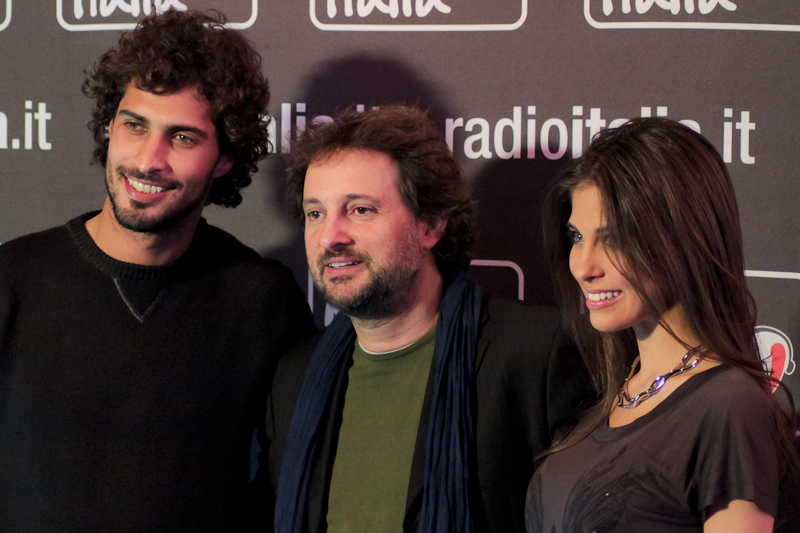
Thyago Alves, Leonardo Pieraccioni y Ariadna Romero en el preestreno de la película Finally the Happiness en Cologno Monzese (Milán, Lombaría, Italia) en Radio Italia en 2011

- Finalmente la felicità, dirigido por Leonardo Pieraccioni (2011)
- Ovunque tu sarai, dirigido por Roberto Capucci (2016)[15]
- The Broken Key, dirigido por Louis Nero (2017)

### Televisión
- Quelli che il calcio (Rai 2, 2009–2010)
- Jukebox (Milan Channel, 2009–2013)
- Ballando con le stelle 8 (Rai 1, 2012)
- Pechino Express - Obiettivo Bangkok (Rai 2, 2013)
- Studio EuroBasket (Sky Sport, 2015)
- L'isola dei famosi (Canale 5, 2019)
- Made in Sud (Rai 2, 2019)
- All Together Now (Canale 5, 2019–2020)
- Stasera tutto è possibile (Rai 2, 2019)

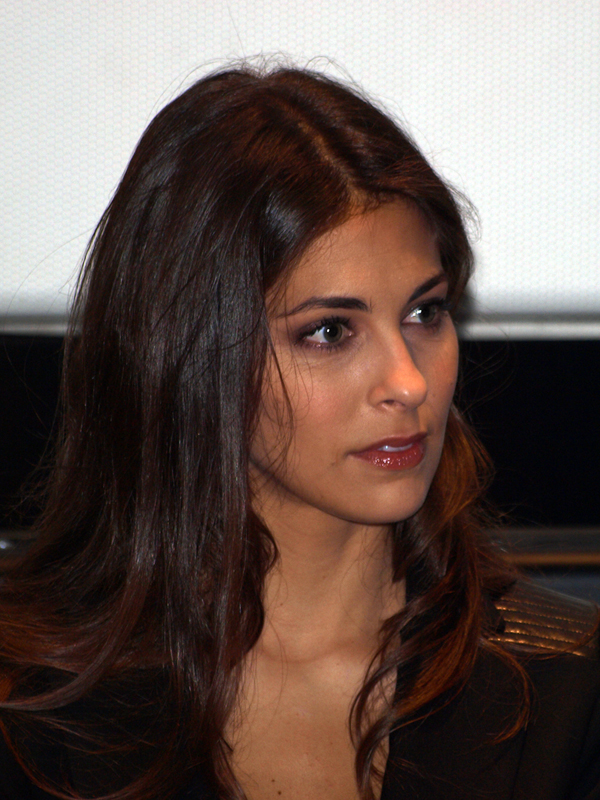
Ariadna Romero (diciembre de 2011)

### Videoclip
- 2010 - Boom Boom de Mitch e Squalo

### Campañas publicitarias
- Vecchia Romagna (2010-hoy día)
- Sammontana (2010)
- Locman donna (2010)
- Cotril (2011-today)
- Pin Up Stars (2011-2012)
- Testimonio de las campañas solidarias de AIL (2013)
- Jeep Compass (2013)
- White le Spose (2014-hoy día)
- TIM (2015)
- Pomodoro Petti (2016-hoy día)